# Zdeněk Faltus
Zdeněk Faltus (* 10. dubna 1957 Jihlava) je český politik a lékař – ortoped, v letech 2020 až 2024 zastupitel Kraje Vysočina, od roku 2010 zastupitel a od roku 2018 radní města Jihlava, bývalý člen ODS, nyní člen hnutí ANO 2011.

## Život
Absolvoval Gymnázium Jihlava (maturoval v roce 1976) a následně obor všeobecné lékařství na Lékařské fakultě Univerzity Jana Evangelisty Purkyně v Brně (dnes Masarykova univerzita) (promoval v roce 1982 a získal titul MUDr.). Atestaci I. stupně v ortopedii získal v roce 1985, atestaci II. stupně pak v roce 1991. Vzdělání si dále rozšířil v Kuvajtu (v roce 1992 v této zemi složil Kuwaiti Medical Board Exam) a absolvováním artroskopických kurzů v roce 2005 v Praze.
Profesní kariéru začínal v letech 1982 až 1992 na oddělení ortopedie Nemocnice Jihlava s krátkou přestávkou v roce 1985, kdy působil na Ortopedické klinice ILF Praha. Poté v letech 1992 až 1994 pracoval v zahraničí, konkrétně v Alrazi Hospital Kuwait City v Kuvajtu. Po návratu do ČR si v roce 1994 otevřel soukromou ortopedickou praxi. K tomu pak v letech 1994 až 1997 působil v soukromé Nemocnici Vysočina Humpolec a v letech 1997 až 1999 v Nemocnici Nové Město na Moravě. Od roku 2001 je také zaměstnancem Nemocnice Havlíčkův Brod.
Zdeněk Faltus žije ve městě Jihlava, je ženatý a má čtyři děti. Mezi jeho záliby patří sport, střelba, počítače, historie, jazyky a ekonomie. Hovoří plynně anglicky a německy, domluví se též italsky.

## Politické působení
V komunálních volbách v roce 2002 vedl z pozice nestraníka za ČSNS kandidátku subjektu "ČSNS a Jihlavská aliance" do Zastupitelstva města Jihlavy, ale neuspěl. Ve volbách v roce 2006 se pokoušel do městského zastupitelstva proniknout jako člen ODS, ale rovněž neuspěl. Zastupitelem města se tak stal až po volbách v roce 2010, když opět kandidoval za ODS. Původně byl na kandidátce na 13. místě, ale vlivem preferenčních hlasů skončil pátý. V roce 2013 vystoupil z ODS a začal spolupracovat s hnutí ANO 2011, do něhož v lednu 2015 vstoupil. Ještě předtím však ve volbách v roce 2014 obhájil jako nestraník za hnutí ANO 2011 mandát zastupitele města Jihlavy. Opět mu pomohly preferenční hlasy, jelikož původně figuroval na 16. místě, ale díky nim skončil třetí. V únoru 2018 byl po rezignaci stranické kolegyně Jany Mayerové zvolen novým radním města.
V krajských volbách v roce 2012 kandidoval za ODS do Zastupitelstva Kraje Vysočina, ale neuspěl. Ve volbách v roce 2016 se pokoušel do zastupitelstva dostat za hnutí ANO 2011, ale opět neuspěl. Zvolen byl až ve volbách v roce 2020.
Ve volbách do Poslanecké sněmovny PČR v roce 2002 kandidoval jako nestraník za ČSNS v Kraji Vysočina, ale taktéž neuspěl. Ve volbách do Senátu PČR v roce 2016 kandidoval za hnutí ANO 2011 v obvodu č. 52 – Jihlava. Se ziskem 15,34 % hlasů skončil na 3. místě a do druhého kola nepostoupil.
V krajských volbách v roce 2024 obhajoval z pozice člena hnutí ANO post zastupitele Kraje Vysočina. Mandát se mu však nepodařilo obhájit, skončil jako první náhradník.